# 13-я авиадесантная бригада особого назначения
13-я авиадесантная бригада особого назначения (13-я адброн) — воинское соединение Военно-воздушных сил в РККА Вооружённых Сил Союза Советских Социалистических Республик.

## Предыстория
Появлению бригады предшествовала история развития авиадесантных подразделений военно-воздушных сил. 5 января 1932 года Революционный военный совет СССР обсудил вопрос «Об авиамотодесантном отряде Ленинградского военного округа». Принято решение о создании в 1932 году в Ленинградском, Украинском, Белорусском и Московском военных округах по одному штатному авиамотодесантному отряду. Численность отряда должна была составлять 144 человека.
В 1932 году в Украинском военном округе (далее УкрВО) в г. Харькове (в то время столица Украинской Советской Социалистической Республики (далее УССР)) впервые был создан нештатный воздушно-десантный взвод численностью 30 человек.
11 декабря 1932 года Реввоенсовет СССР (далее РВС СССР) принял постановление о развёртывании на базе 3-го авиадесантного отряда Ленинградского военного округа авиадесантной бригады, задачами которой были также обучение инструкторов по воздушно-десантной подготовке и отработка оперативно-тактических нормативов.
В 1933 году в УкрВО в г. Харькове из нештатного воздушно-десантного взвода формируется 3-й авиаотряд (батальон) особого назначения, командир отряда (батальона) Кузнецов, военный комиссар — Дмитрий Пантелеевич Никитин.,
В 1933—1934 годах в УкрВО формируется парашютный полк.
1935 год. 17 мая. Приказом Народного Комиссара Обороны СССР № 079 Украинский военный округ разделён на Киевский военный округ и Харьковский военный округ.
В 1935 году парашютный полк (возможно 3-й авиаотряд особого назначения) из г. Харькова перебазируется в г. Киев (с 1934 года столица УССР). Находился он на Брест-Литовском шоссе в военном городке 8-й отдельной механизированной бригады, которой командовал комбриг Д. А. Шмидт.,
12—17 сентября 1935 года во время манёвров Киевского военного округа впервые в мировой практике высадился воздушный десант в составе парашютного полка (1188 парашютистов с карабинами и лёгким автоматическим оружием).,,

## История
1936 год
На базе штатных и нештатных авиадесантных частей созданы авиадесантные бригады особого назначения в Киевском и Белорусском военных округах.
Осенью 1936 года на основе парашютного полка Киевского военного округа формируется 13-я авиационная бригада особого назначения. Командиром бригады назначен А. О. Индзер, начальником штаба бригады — полковник А. М. Досик, военным комиссаром бригады — полковой комиссар П. И. Барилко, начальником политотдела — Д. П. Никитин. Дислоцируется бригада в г. Борисполе. Состав: 1, 2, 3-й парашютный батальоны по 500 человек каждый и спецподразделения.,,,
Сержантский и рядовой состав призывался на военную службу в соответствии с Законом «Об обязательной военной службе», утверждённом ЦИК и СНК СССР 13 августа 1930 года.
На вооружении воинов-парашютистов имелись парашюты советского производства ПЛ-1 (парашют лётчик) и ПТ-1 (парашют тренировочный) конструктора М. А. Савицкого, ПЛ-3 конструктора Н. А. Лобанова.
В конце 1936 года был утверждён штат авиадесантной бригады ВВС Красной Армии, согласно которому в её составе имелся мотомеханизированный батальон — 189 человек, 6 45-мм пушек, 18 82-мм миномётов, 24 танка Т-37А, 9 бронеавтомобилей Д-8, 32 автомашины и 6 мотоциклов.
1937 год
Осенью 13-я аброн принимает участие на учениях Белорусского военного округа.
19 сентября командир бригады А. Ю. Индзер арестован органами НКВД.
- Индзер Арнольд Оттович (1901-26.12.1937) полковник, член ВКП(б) с 1918, Помощник командира 3-й кавалерийской Бессарабской дивизии имени т. Котовского с 3.02.1935 по февраль 1936, с осени 1936 командир 13-й авиадесантной бригады Киевского ВО, арест 19.09.1937, приговор Военной Коллегии Верховного Суда СССР 26.12.1937 — высшая мера наказания, реабилитирован 11.02.1958.[9],[8]

1938 год
13-я адброн стала именоваться 204-й воздушно-десантной бригадой.

## Подчинение
- Киевский военный округ (1936—1938)

## Командование
- Командир бригады полковник Арнольд Оттович Индзер (осень 1936 — 19.09.1937).[4],[6],[2]
- Начальник штаба бригады полковник Александр Михайлович Досик (осень 1936 — …).[2]
- Военный комиссар бригады полковой комиссар П. И. Барилко (осень 1936 — …).[2]
- Начальник политотдела Дмитрий Пантелеевич Никитин (осень 1936 — …).[2]

## Состав
На 1936:
- Управление бригады в г. Борисполе.[2]
- 1-й парашютный батальон.[2]
- 2-й парашютный батальон.[2]
- 3-й парашютный батальон.[2]
- Спецподразделения.[2]
- Мотомеханизированный батальон (с конца 1936).[7]